# 索米 (明尼蘇達州)
索米（英語：Suomi）是位於美國明尼蘇達州艾塔斯卡縣的一個非建制地區。

## 地理
索米所處的海拔為高於海平面414米（即1358英呎），而該地所採用的時區為UTC-6，即北美中部時區（CST）。同時該地設有夏令時間，為UTC-6調快一小時，即UTC-5（CDT）。